# Reakcja redoks
Reakcja redoks – każda reakcja chemiczna, w której dochodzi zarówno do redukcji, jak i oksydacji (utleniania); termin jest zbitką wyrazową wspomnianych reakcji.
W praktyce każda rzeczywista reakcja, w której następuje zmiana stopnia utlenienia atomów lub ich grup, jest reakcją redoks, gdyż każdej reakcji redukcji musi towarzyszyć reakcja utleniania i na odwrót.
Każdą reakcję redoks można rozpisać na pojedyncze akty utleniania i redukcji, nazywane reakcjami połówkowymi, przy czym bilans elektronowy i masowy tych aktów musi być zerowy. Takie rozpisanie reakcji redoks pomaga zrozumieć, co się właściwie dzieje w jej trakcie – warto jednak pamiętać, że pojedyncze akty redukcji i utleniania nie są opisem zjawisk, które rzeczywiście zachodzą w jej trakcie, lecz tylko teoretycznym zapisem zmian stopnia utlenienia poszczególnych atomów i grup. Rzeczywisty mechanizm danej reakcji jest zwykle bardziej złożony.
W zapisie reakcji symbol „e−” oznacza przekazanie lub przyjęcie elektronu, jednak nie w sensie dosłownym, ale takim, jaki jest przyjęty w definicji stopnia utlenienia. Liczby występujące w górnych indeksach tych równań oznaczają stopień utlenienia.
Pierwiastek lub związek chemiczny będący w reakcji redoks donorem (dawcą) elektronów nazywany jest reduktorem, zaś substancję będącą akceptorem elektronów nazywa się utleniaczem.
Przykład bilansu redoks:
Reakcja sumaryczna:
C + O2 → CO2
Reakcja połówkowa redukcji:
O2 + 4e− → 2O–II
Reakcja połówkowa utlenienia:
C → CIV + 4e−